# Grange monastique
Pour les articles homonymes, voir Grange.

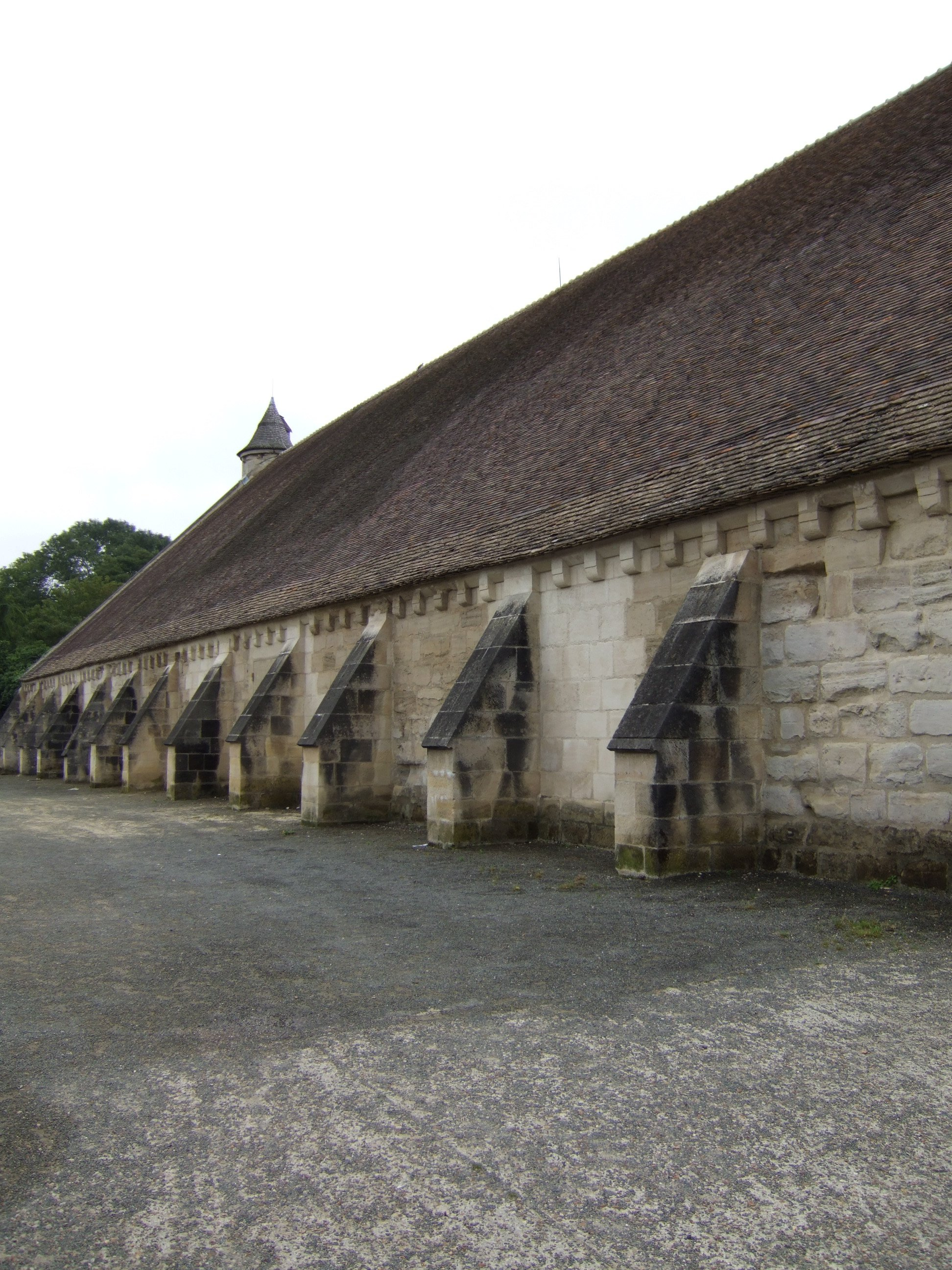
Grange de l'abbaye de Maubuisson à Saint-Ouen-l'Aumône.

Au XIIe siècle, les  moines cisterciens, imité par la suite par d'autres ordres monastiques, créent des granges cisterciennes ou granges monastiques qui sont des grands bâtiments isolés destinés à abriter une activité agricole ou industrielle collective effectuée sur place par un groupe de moines détachés d'une abbaye. 
Certaines terres de culture, forêts, ou vignobles se trouvant à plus d'une journée de marche du monastère, les bâtiments chargés d'engranger les produits finis sont progressivement transformés en véritables unités de production, avec des locaux d'habitation pour les frères convers. Ce sont les granges cisterciennes. 
Chaque nouvelle grange cistercienne a une architecture qui suit un type correspondant à une spécialité de production : il existe des granges céréalières, viticoles, d’élevage mais aussi industrielles pour le textile, la sidérurgie, voire commerciales. Elles sont exploitées par des moines spécialisés dans les travaux manuels : les frères convers. Ce mode de production utilisant des bénévoles très motivés met très rapidement les moines cisterciens en pointe dans l’usage et la diffusion des techniques médiévales dans toute l’Europe. À la fin du XIIe siècle les cisterciens, ayant grandement amélioré les techniques agricoles sont devenus, sans le chercher, une puissance économique de premier ordre.

## Agriculture

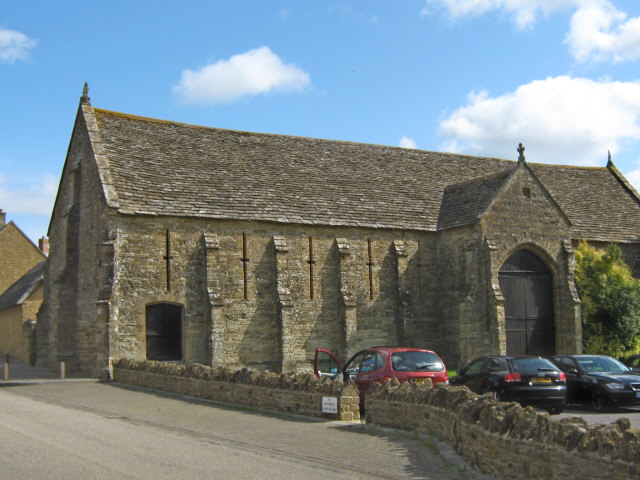
Grange, abbaye de Barn, Yeovil (Somerset, Royaume-Uni)

Au XIIe siècle, les cisterciens créent, en observant les pratiques paysannes, de véritables fermes modèles et adaptées aux terres locales : les granges cisterciennes. Il s’agit de domaines ruraux cohérents avec bâtiments d’exploitation et d’habitation regroupant des équipes de convers spécialisés dans une tâche et dépendants d’une abbaye-mère. Les granges ne doivent pas être situées à plus d’une journée de marche de l’abbaye, et la distance qui les sépare les unes des autres est d’au moins deux lieues (une dizaine de kilomètres). 
Les granges cisterciennes optimisent les capacités de production agricole en introduisant une spécialisation de la main-d’œuvre. Chaque grange est exploitée par cinq à vingt frères convers (ce qui est un nombre idéal du point de vue de la gestion car au-delà d’une trentaine de personnes le simple sentiment de faire partie d’un groupe ne suffit plus à motiver toute la main-d’œuvre à la tâche), au besoin aidés d’ouvriers agricoles salariés et saisonniers. 
La production des granges est très largement supérieure au besoin des abbayes qui revendent alors leurs surplus. Ces granges, parfois très importantes (des centaines d’hectares de terres, prés, bois), rassemblent près d’un million d’hectares. Ce système d’exploitation connaît aussitôt un succès énorme. Un siècle après la fondation de Cîteaux, l’ordre compte plus de mille abbayes, plus de six mille granges réparties dans toute l’Europe et jusqu’en Palestine. Une seule abbaye, comme celle de Chaalis (actuel département de l'Oise) peut avoir jusqu'à 17 granges, allant de celle située aux abords de l'abbaye à la plus lointaine située à 75 km. Chacune développe des spécialisations entre des granges agro-pastorales cumulant élevage et petite culture, des celliers produisant du vin et des granges céréalières, la plus grande d'entre elles étant la grange de Vaulerent qui atteint au XIIIe siècle les 380 ha avec des rendements de production de blé dépassant les 16 quintaux à l'hectare,. 
La grande efficacité des granges cisterciennes produit des surplus commercialisables. L’économie autarcique des débuts devient commerciale. La montée de nouvelles activités, transformation des produits agricoles, travail du fer, mainmise sur le sel comtois, est prouvée par les exemptions de péages savamment obtenues et les relais urbains mis partout en place. La transformation des cisterciens en décimateurs ordinaires est acquise avant les années 1200.

### Viticulture
Au Moyen Âge, le vin est plus salubre que l’eau et a donc une importance vitale. Les moines blancs l’utilisent pour leur usage propre et surtout pour la liturgie. De par son usage sacré, ils ont une exigence qualitative. Les cisterciens se font céder une vigne pour chaque abbaye afin quelle puisse couvrir ses besoins propres. Ils choisissent des sols propices sur des pentes ayant une orientation garantissant un bon ensoleillement, utilisent pour élever leur vins en isothermie les carrières creusées pour d’édification de leurs abbayes et développent une production de qualité qui n’est vouée au commerce qu’à partir de 1160 dans les régions favorables à une production massive comme en Bourgogne. Leur très performante organisation commerciale leur permet d’exporter leur vin jusqu’en Scandinavie ou en Frise. On sait que les moines de Citeaux furent propriétaires de vignes à Meursault après donation par Eudes Ier de Bourgogne en 1098 (l’année même de leur installation) à leur abbé Robert de Molesme. Cependant, leur importance dans la création des grands crus bourguignons est actuellement modérée car les techniques employées ne diffèrent pas de celles des autres producteurs. D’autre part, les critères recherchés étaient à l’époque très différents des standards actuels en œnologie et on ne sait pas s’ils produisaient du blanc du rouge ou du clairet.

### Sélection des espèces

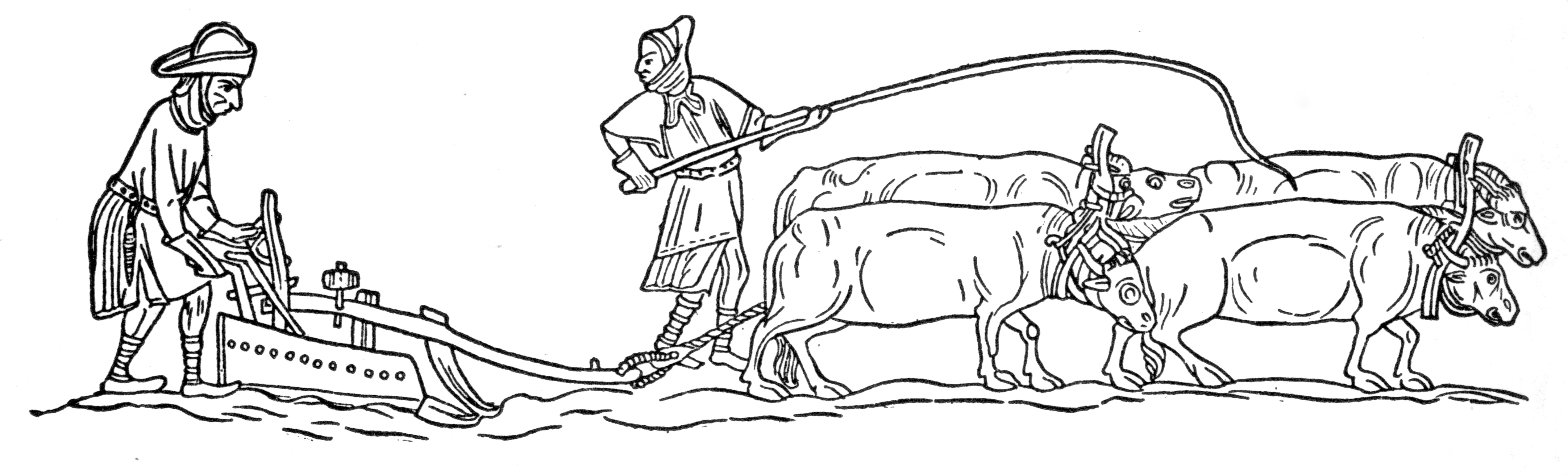
Labour à la charrue. Gravure d’après enluminure.

L’élevage est une source de produits alimentaires (viandes, laitages fromages), mais aussi de fumure et de matières premières pour l’industrie du vêtement (laine, cuir) et des produits manufacturés  (parchemins, corne). Mais aussi, au Moyen Âge la traction animale est une source d’énergie primordiale autant pour le transport que pour les travaux agricoles. Ainsi, Bernard de Clairvaux missionne des moines de son abbaye en Italie pour en ramener des Buffles mâles pour pratiquer des croisements. La même pratique est réalisée pour la sélection de chevaux qui plus légers permettent de travailler des sols bruns ou le bœuf s’embourbe. Les cisterciens permettent ainsi avant tout le monde de mettre en culture des terres considérées jusqu’alors comme inexploitables. Cet effort d’importation, de sélection et de reproduction porte avant à répondre à la demande de trait car les cisterciens voués à un idéal de pauvreté ne consomment que peu de viande.
De la même manière les cisterciens ont une grande responsabilité dans la réputation de la laine anglaise qui est la matière première la plus importante de l’industrie médiévale. Elle est indispensable aux drapiers Flamands et aux commerçants italiens dont l’une des activités principales est la coloration des draps (en 1273 les éleveurs anglais tondent 8 millions de bêtes, soit 3 500 tonnes de laine exportées !). La taxe sur la laine est la première ressource fiscale pour le roi d’Angleterre ! Les acheteurs Italiens et Flamands cherchent à signer des contrats avec des moines cisterciens spécialisés dans l’élevage ovin, car leurs animaux soigneusement sélectionnés offrent tous les gages de qualité et l’organisation extrêmement centralisée des monastères cisterciens leur  permet de n’avoir qu’un interlocuteur même pour des volumes de transactions extrêmement importants (l’abbaye de Fountains dans le comté d’York élève jusqu’à 18 000 têtes, celle de Rievaulx : 14 000, celle de Jervaulx : 12 000).

## Granges industrielles

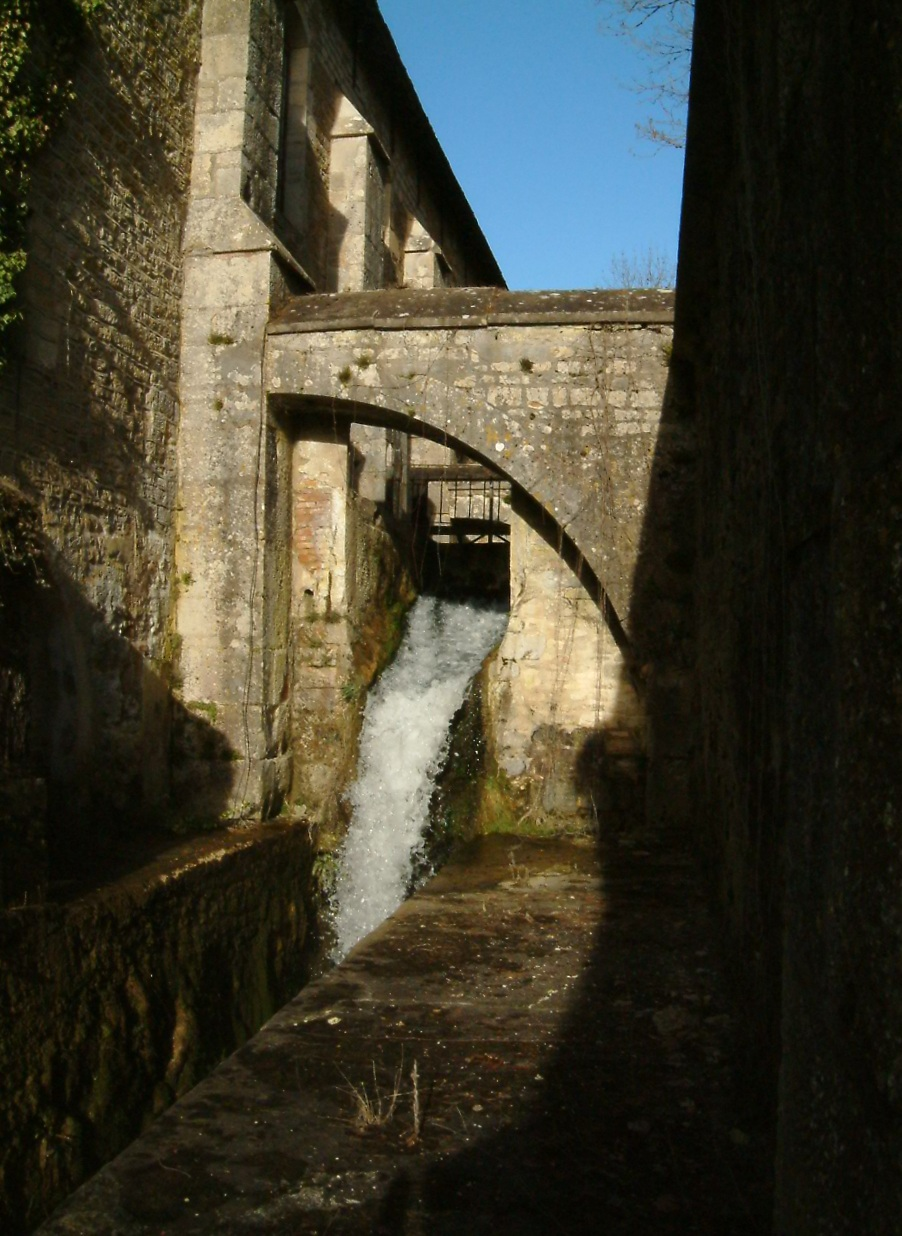
Vanne alimentant la roue à aubes (aujourd’hui disparue) de la forge de l’abbaye de Fontenay.

Le moulin hydraulique, avec son application le martinet, se diffuse pendant toute la période médiévale; les monastères et les seigneurs investissent massivement dans ce type d’équipement. L’utilisation de l’énergie hydraulique plutôt qu’animale ou humaine permet une productivité sans comparaison avec celle disponible sous l’Antiquité : chaque meule d’un moulin à eau peut moudre 150 kg de blé à l’heure ce qui correspond au travail de 40 esclaves. Les monastères sont dès l’époque carolingienne en pointe dans ce domaine car la règle bénédictine veut qu’il y ait un moulin dans chaque abbaye. Les moines blancs utilisent les techniques en vogue dans leur région : moulins à roue verticale au nord et à roue horizontale au sud. 
Au XIIe siècle les ingénieurs médiévaux mettent aussi au point des moulins à vent à pivot vertical (qui permet de suivre les changements de direction du vent) ou à marée qui sont inconnus dans l’Antiquité ou dans le monde arabe. 
Avec la mise au point de l’arbre à cames au Xe siècle, cette énergie peut être utilisée pour de multiples usages industriels. Ainsi apparaissent des moulins à foulons qui sont utilisés pour écraser le chanvre, moudre de la moutarde, aiguiser les lames, fouler du lin, du coton ou des draps (dans cette opération importante dans la fabrication des étoffes le moulin remplace 40 ouvriers foulons)... Des scies hydrauliques sont attestées au XIIIe siècle.

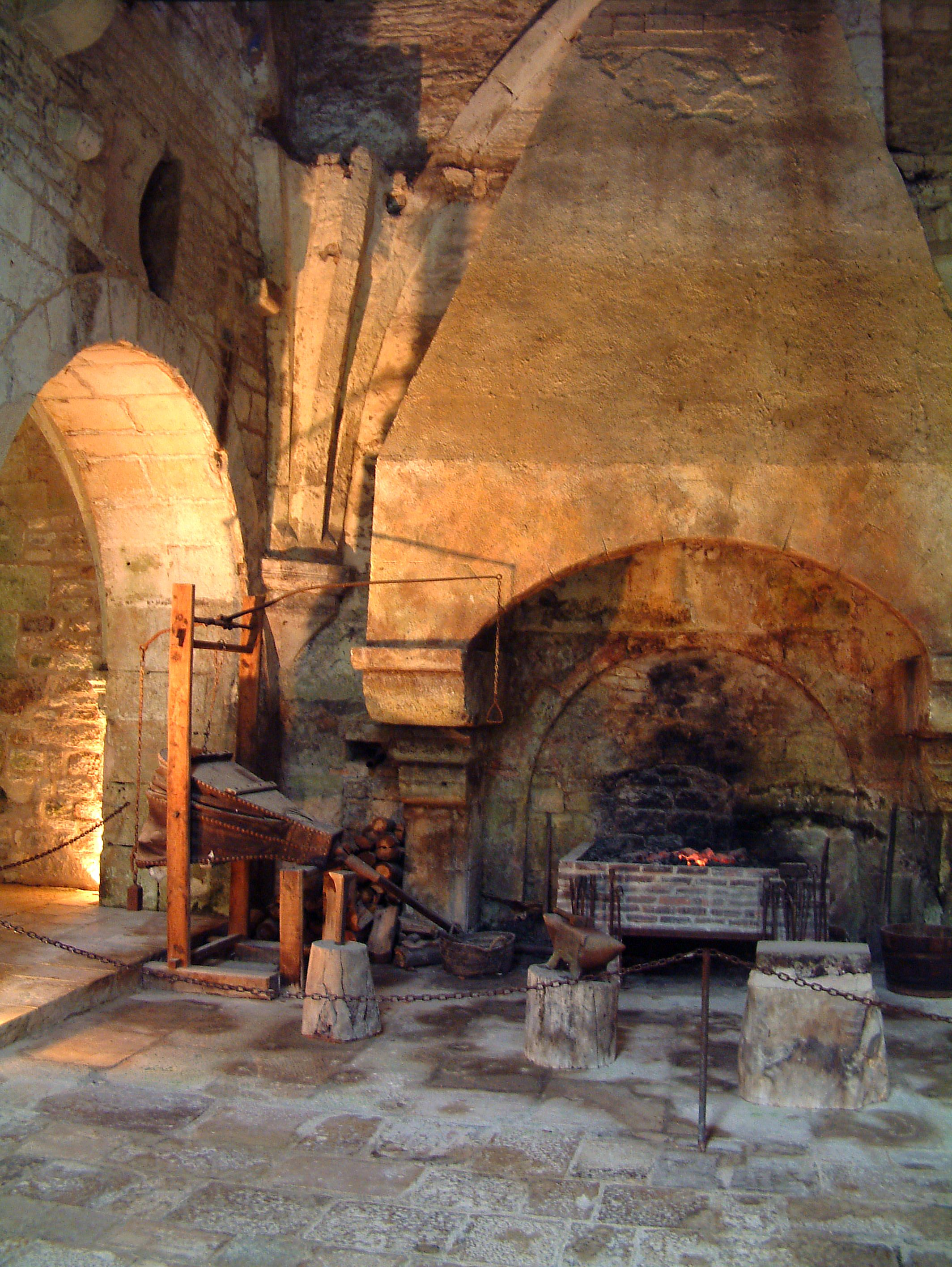
Forge de l’abbaye de Fontenay.

De ces innovations techniques, qu’ils utilisent avec une grande ingéniosité (ils furent parmi les premiers à utiliser les foulons hydrauliques), seul le martinet peut véritablement être imputé aux moines cisterciens qui en généralisent l’emploi dans toute l’Europe. Les cisterciens ont en effet besoin d’outillage agricole, mais aussi de terrassement, de construction, de clous pour les charpentes, de ferrures pour leur vitraux ou de serrures et quand les techniques architecturales évoluent, d’armatures en fer pour leurs bâtiments. Ils modifient les techniques traditionnelles en mécanisant certaines étapes du travail du fer. Dès le XIIe des forges actionnées à l’énergie hydraulique démultiplient la capacité de production des forgerons : l’utilisation de marteaux pilons permet de travailler des pièces plus imposantes (les marteaux de l’époque pouvaient peser 300 kg et frapper 120 coups à la minute) et plus rapidement (des marteaux de 80 kg frappant 200 coups à la minute) et l’insufflation d’air sous pression permet d’obtenir des aciers de meilleure qualité (en élevant la température à plus de 1 200 °C à l’intérieur des fours). Dès 1168 les moines de Clairveaux vendent du fer. Cette industrie sidérurgie est très gourmande en bois : pour obtenir 50 kg de fer, il faut 200 kg de minerai et 25 stères (m3) de bois : en 40 jours une seule charbonnière déboise une forêt sur un rayon de 1 km! (donc 3 km2 environ)
Les cisterciens maitrisent aussi les arts verriers. Ils disposent de fours permettant de couler du verre plat. Peut-être à cause des instructions de Bernard de Clairvaux qui prônait une sobriété rigoureuse, ils créent des vitraux sans couleurs : la grisaille.
Pour les besoins de leurs constructions les cisterciens durent fabriquer des centaines de millions de tuiles. Le four de Commelle en est la parfaite illustration : il permet de cuire entre 10 000 et 15 000 tuiles à la fois. Elles sont enfermées dans le four rangées en quinconce, le four étant obturé par des briques réfractaires enduites d’argile pour parfaire l’isolation. le foyer est alimenté pendant trois semaines et il faut autant de temps pour que le four et les tuiles refroidissent. Ces fours ont été aussi utilisés pour fabriquer les carreaux de sol des abbayes.

## Patrimoine foncier

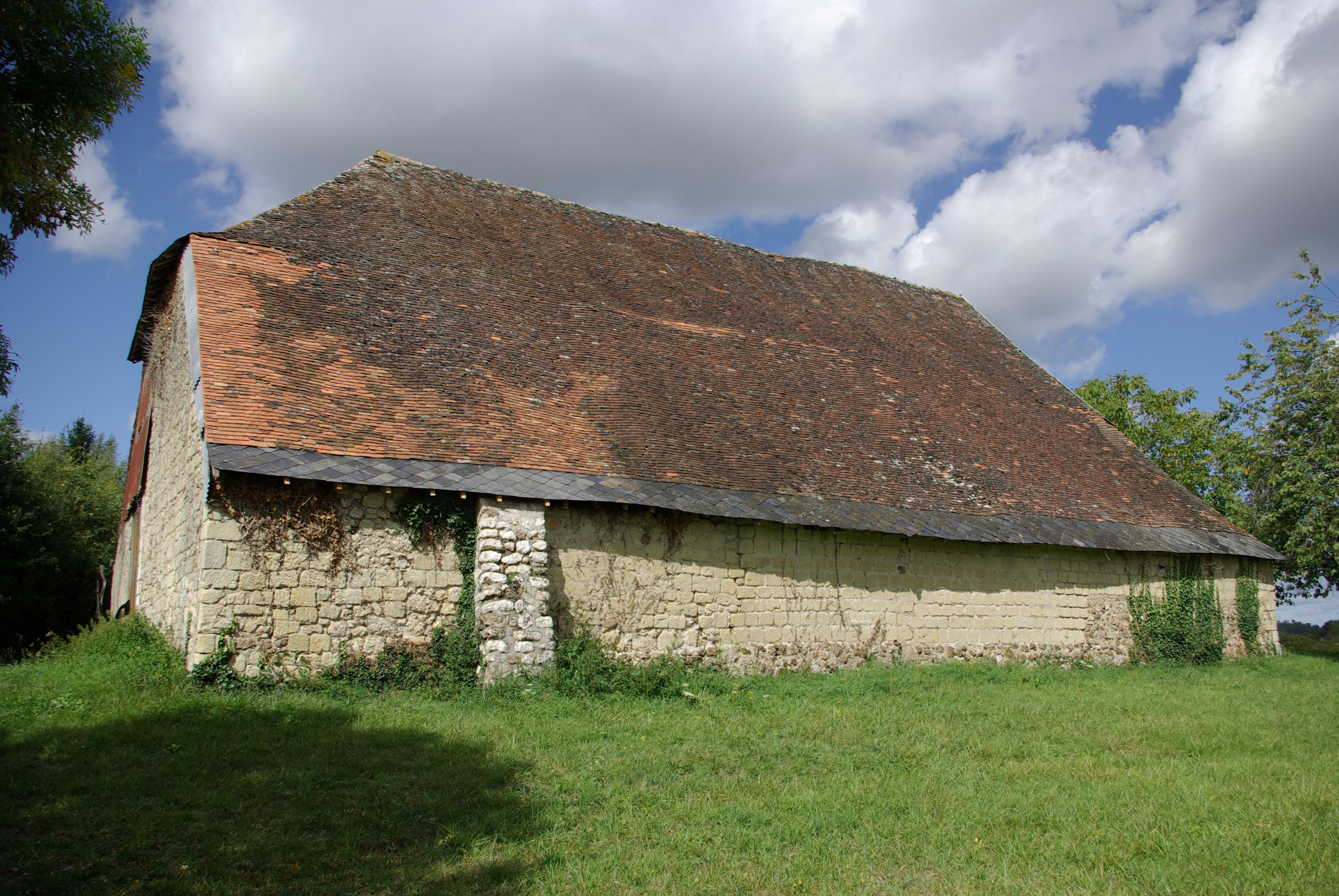
Grange aux Moines de Berthenay (Indre-et-Loire.

Une active politique d’acquisitions foncières aidée, à ses débuts, par la popularité du mouvement (qui recueille un grand nombre de legs et donations) rend rapidement l’Ordre propriétaire d’un sol mis en valeur par quelque 200 granges et celliers dont certains sont parfois très éloignés de l’abbaye. Leur génie est surtout de rendre exploitables les terres acquises qui sont souvent incultes avant leur arrivée.
Leur stratégie ne doit rien au hasard : ils réservent une attention toute particulière à l’acquisition de cours d’eau et des moulins indispensables à leur développement. Ils peuvent aller jusqu’à payer au prix fort le droit d’accès au cours d’eau convoité. Ainsi, l’abbaye de Cîteaux doit payer 200 livres dijonnaises au chapitre de Langres pour obtenir le droit de faire passer une dérivation de la Sansfond. Cette même abbaye se retrouve dans des soucis financiers quelques années plus tard. Dès lors le contrôle des eaux devint une priorité pour l’Ordre. Usant d’une habile politique d’acquisition, via des donations ou des achats portant sur des terres souvent considérées comme inexploitables qu’ils peuvent valoriser grâce à leur savoir-faire dans le domaine de l’hydraulique, les moines blancs se rendent maîtres de nombreux cours d’eau. Ceci leur procure un pouvoir économique et politique très important : ils peuvent assécher les terres en aval et priver tel ou tel seigneur d’énergie hydraulique. Les nombreux actes de procès qui ont opposé les cisterciens à ces seigneurs attestent de la fréquence des conflits portant sur la question de l’accès à l’eau. Ces démêlés judiciaires contribuent à rendre l’Ordre impopulaire d’autant que cette politique d’acquisition foncière se fait au détriment des habitants qui furent parfois purement et simplement expulsés.
Dans la deuxième moitié du XIIe siècle, l’Ordre investit massivement dans les vignobles et les salines. Cîteaux agrandit son domaine par l’acquisition de vignobles dans le secteur de Corton, de Meursault et de Dijon et devient propriétaire d’une chaudière à sel sur le gisement de Salins. Il est à noter que les cisterciens n’exploitent pas eux-mêmes leurs salines, celle-ci n'étant pas confiée en régie à des frères convers mais en censive à des paysans sauniers qui conservent les 2/3 de la récolte, tandis que les investissements nécessaires pour l’entretien des salines (digues, pieux...) sont confiés à un investisseur bourgeois qui reçoit en échange le tiers restant du sel produit. Les cisterciens prélèvent eux un cens sur les revenus des paysans sauniers. Leur investissement dans les salines est donc purement financier. Il n’en est pas moins massif : les monastères de Saint-Jean-d’Angély, de Redon, de Vendôme et ceux de la région bourguignonne investissent massivement dans les salines des côtes atlantique et méditerranéenne ou dans les salines de Franche-Comté, de Lorraine, d’Allemagne, d’Autriche (leur exploitation est minière).